# Plainville, Massachusetts
Plainville är en kommun (town) i Norfolk County i delstaten Massachusetts, USA. Vid 2020 års folkräkning hade kommunen 9 945 invånare.